# Усохи (Славгородский район)
Усохи (бел. Усохі) — деревня в Славгородском районе Могилёвской области Белоруссии. Входит в состав Гиженского сельсовета.
В деревне функционирует Дом социальных услуг.
У деревни Усохи найдены два камней с рельефными изображениями трезубцев, сопоставимых по своей стилистике с родовым знаком Владимира Святославича. Появление описанных камней может быть связано с включением Посожья в орбиту влияния Киева после разгрома радимичей и маркировать здесь место сбора дани — погоста.